# Иванкова (Пермский край)
Иванкова — деревня в Кудымкарском районе Пермского края. Входила в состав Ленинского сельского поселения. Располагается на левом берегу реки Нердва южнее от города Кудымкара. Расстояние до районного центра составляет 40 км. По данным Всероссийской переписи населения 2010 года, в деревне проживало 36 человек (17 мужчин и 19 женщин).

## История
По данным на 1 июля 1963 года, в деревне проживало 93 человека. Населённый пункт входил в состав Ленинского сельсовета.